# كلينتون (كونيتيكت)
كلينتون (بالإنجليزية: Clinton, Connecticut)‏ هي بلدة أمريكية تقع في الولايات المتحدة في كونيتيكت. يقدر عدد سكانها بـ 13,612 نسمة ومساحتها 49.2 كم2 وترتفع عن سطح البحر 10 متر.

## أعلام
- تشارلز مورغان
- هوراشيو رايت
- إيريكا هيل
- جيم كارلتون
- إدوين دبليو. هيغينز